# Велико Полє (Загреб)
Велико Полє (хорв. Veliko Polje) — населений пункт у Хорватії, у складі громади Загреба.

## Населення
Населення за даними перепису 2011 року становило 1 668 осіб.
Динаміка чисельності населення поселення:

## Клімат
Середня річна температура становить 10,87 °C, середня максимальна – 25,26 °C, а середня мінімальна – -5,88 °C. Середня річна кількість опадів – 873 мм.
| Клімат поселення                              | Клімат поселення | Клімат поселення | Клімат поселення | Клімат поселення | Клімат поселення | Клімат поселення | Клімат поселення | Клімат поселення | Клімат поселення | Клімат поселення | Клімат поселення | Клімат поселення | Клімат поселення |
| Показник                                      | Січ.             | Лют.             | Бер.             | Квіт.            | Трав.            | Черв.            | Лип.             | Серп.            | Вер.             | Жовт.            | Лист.            | Груд.            |                  |
| Середній максимум, °C                         | 6,16             | 7,98             | 12,67            | 17,19            | 22,06            | 25,26            | 24,89            | 24,24            | 20,23            | 14,88            | 8,97             | 5,01             |                  |
| Середня температура, °C                       | 0,15             | 1,96             | 6,67             | 11,14            | 16,03            | 19,25            | 21,09            | 20,42            | 16,41            | 11,06            | 5,15             | 1,19             |                  |
| Середній мінімум, °C                          | −5,88            | −4,07            | 0,63             | 5,12             | 10,00            | 13,22            | 17,26            | 16,59            | 12,60            | 7,23             | 1,33             | −2,63            |                  |
| Норма опадів, мм                              | 51               | 48               | 57               | 67               | 76               | 92               | 79               | 88               | 84               | 84               | 85               | 62               |                  |
| Середньомісячна швидкість вітру, м/с          | 1.70             | 1.90             | 2.30             | 2.20             | 2.00             | 1.88             | 1.80             | 1.60             | 1.60             | 1.66             | 1.70             | 1.70             |                  |
| Середньомісячна сонячна радіація, кДж/м²·день | 4128             | 6860             | 10503            | 14914            | 19052            | 20914            | 21885            | 19220            | 14093            | 8677             | 4552             | 3360             |                  |
| --------------------------------------------- | ---------------- | ---------------- | ---------------- | ---------------- | ---------------- | ---------------- | ---------------- | ---------------- | ---------------- | ---------------- | ---------------- | ---------------- | ---------------- |
| Джерело:                                      |                  |                  |                  |                  |                  |                  |                  |                  |                  |                  |                  |                  |                  |